# الوارو گومز (بازیکن فوتبال)
الوارو گومز (انگلیسی: Álvaro Gómez؛ زادهٔ ۶ ژوئن ۱۹۹۷) بازیکن فوتبال اهل اسپانیا است.
از باشگاه‌هایی که در آن بازی کرده‌است می‌توان به باشگاه فوتبال آلباسته بالومپیه اشاره کرد.